# St. Regis (Montana)
St. Regis és una concentració de població designada pel cens dels Estats Units a l'estat de Montana. Segons el cens del 2000 tenia 315 habitants.

## Demografia
Segons el cens del 2000, St. Regis tenia 315 habitants, 135 habitatges, i 73 famílies. La densitat de població era de 146,5 habitants per km².
Dels 135 habitatges en un 25,2% hi vivien nens de menys de 18 anys, en un 41,5% hi vivien parelles casades, en un 9,6% dones solteres, i en un 45,2% no eren unitats familiars. En el 38,5% dels habitatges hi vivien persones soles l'11,1% de les quals corresponia a persones de 65 anys o més que vivien soles. El nombre mitjà de persones vivint en cada habitatge era de 2,33 i el nombre mitjà de persones que vivien en cada família era de 3,09.
Per edats la població es repartia de la següent manera: un 27,3% tenia menys de 18 anys, un 7,9% entre 18 i 24, un 26,3% entre 25 i 44, un 25,1% de 45 a 60 i un 13,3% 65 anys o més.
L'edat mediana era de 39 anys. Per cada 100 dones de 18 o més anys hi havia 106,3 homes.
La renda mediana per habitatge era de 23.750 $ i la renda mediana per família de 27.750 $. Els homes tenien una renda mediana de 29.250 $ mentre que les dones 14.844 $. La renda per capita de la població era de 14.137 $. Aproximadament el 18,2% de les famílies i el 21% de la població estaven per davall del llindar de pobresa.

## Poblacions més properes
El següent diagrama mostra les poblacions més properes.